# Repubblica della Guyana Indipendente
La Repubblica della Guyana indipendente (in francese République indépendante de Guyane), nota anche col nome di Repubblica di Counani (o Cunani, dal nome della sua capitale) è uno stato sorto a più riprese fra il XIX ed il XX secolo nella regione contesa fra la Francia ed il Brasile, sul confine meridionale della Guyana francese.

## Prima repubblica

Bandiera della prima Repubblica della Guyana Indipendente.

Fin dal Trattato di Utrecht del 1713 erano sorte controversie territoriali sia con gli olandesi del Suriname, sia coi brasiliani riguardo alle regioni di confine con la Guyana.
La nascita di uno Stato vero e proprio in Sudamerica nord-orientale ha origine con la nomina del giornalista francese Jules Gros a sottosegretario per lo sviluppo economico della Guyana francese nel 1883: giunto nel dipartimento, Gros fa la conoscenza dell'esploratore borgognone Jean Ferréol Guignes, il quale gli comunica dell'esistenza di estesi giacimenti d'oro nell'estrema porzione meridionale del territorio. Gros acconsente dunque ad entrare come segretario in una compagnia con Guignes e con lo svizzero Paul Quartier: questi ultimi due si stabiliscono quindi a Counani, villaggio posto fra gli estuari dell'Oyapock e dell'Araguari, del quale il luogotenente era a quei tempi Nunato de Marced, la cui figlia era sposata proprio con Quartier. Il villaggio era popolato perlopiù da neri brasiliani che però, come successo anche nei vicini insediamenti di Calçoene e Amapá, avevano optato di passare de facto sotto amministrazione francese, che aveva già abolito la schiavitù a differenza di quella brasiliana.
Proprio Quartier ventila a de Marced di ribellarsi apertamente al giogo brasiliano, proclamando un nuovo Stato indipendente sotto protettorato francese: contemporaneamente, lo svizzero e Guignes cominciano a vendere in Francia azioni riguardanti le inesistenti miniere d'oro del distretto. La Repubblica della Guyana Indipendente viene perciò proclamata il 23 luglio 1886, con Jules Gros (che nel frattempo è a Parigi) che ne viene nominato Presidente a vita col nome di Gros I, Jean Ferréol Guignes come Presidente del Consiglio e Paul Quartier ministro delle infrastrutture.
La neonata repubblica, tuttavia, non viene riconosciuta né dalle autorità brasiliane (che anzi accusano la Francia d'intrusione in un territorio neutro), né da quelle francesi, che anzi per evitare incidenti diplomatici ingiungono a Guignes (frattanto giunto nella madrepatria per ottenere sostegno) di porre fine a questa istituzione nel 1887.

## Seconda repubblica

Bandiera della seconda Repubblica di Guyana Indipendente.

All'arrivo dell'ingiunzione francese di terminare ogni azione nel territorio, Jules Gros decide di secedere definitivamente, bandendone Paul Quartier e cambiando anche la bandiera nazionale per renderla meno somigliante a quella francese, tentando al contempo di accattivarsi i favori dell'Inghilterra invitando delegazioni di mercanti britannici fra cui Alexander McDonald, col quale viene firmato un trattato che consente la gestione e lo sfruttamento delle risorse territoriali per un periodo di 99 anni, tuttavia incontra la resistenza della popolazione locale, guidata dal vecchio capovillaggio Trajano Benitez, riluttante a un distacco aperto sia dalla Francia sia dal Brasile.
Nel l'8 luglio 1888 Gros e la sua famiglia lasciano la Francia per stabilirsi a Counani, rimanendo però assai delusi dall'aspetto fatiscente dell'insediamento e dalla mancanza delle risorse minerarie paventate da Guignes e Quartier: nel 1891 il "presidente a vita" della Guyana Indipendente riparte alla volta dell'Inghilterra, dove morirà lo stesso anno, senza che peraltro tale Stato venga riconosciuto dalla Francia, dal Brasile o dai suoi stessi abitanti.
Le dispute territoriali franco-brasiliane si sederanno fino al 1895, quando nei dintorni di Calçoene vengono scoperti ricchi filoni auriferi e quindi il triumviro brasiliano Francisco Xavier da Veiga Cabral (detto Cabralzinho) rivendica il territorio di Counani, che verrà effettivamente assegnato al Brasile il 10 aprile 1895, con un arbitrato della Svizzera.

## Stato Libero di Counani

Prima bandiera dello Stato Libero di Counani.

Nuova bandiera dello Stato Libero.

Nel 1892 Adolphe Brezet si dichiara presidente della neonata micronazione dello Stato Libero di Counani (in francese État libre de Counani), costituita dal solo villaggio di Counani e così nominata sul modello dello Stato Libero dell'Orange nato dalla Seconda guerra boera, ai tempi da poco conclusasi e per la quale Brezet aveva combattuto dalla parte dei boeri. L'ente, pur non essendo riconosciuto né dalla Francia né dal Brasile, ebbe relazioni diplomatiche con gli Stati boeri e sopravvisse fino al 1911, dandosi una costituzione, una bandiera e stampando perfino francobolli, tuttavia pare che il suo creatore si arricchisse praticando attività illecite.
Negli anni novanta ha avuto una diffusione locale il fenomeno degli "esiliati" di Counani, persone che cercarono di far rivivere lo Stato Libero rivendicandone il territorio e dichiarandosene esiliati.